# Ralph Schon
Ralph Schon, né le 20 janvier 1990 à Luxembourg au Luxembourg est un footballeur international luxembourgeois qui joue poste de gardien de but au FC Wiltz 71.

## Biographie

### Carrière en club
Il est instituteur en dehors de son métier de footballeur, dans une petite école de la ville Wiltz, dans le nord du Grand-Duché de Luxembourg.

### Carrière internationale
Ralph Schon reçoit sa première sélection en équipe du Luxembourg le 13 novembre 2016, contre les Pays-Bas. Ce match perdu 1-3 rentre dans le cadre des éliminatoires du mondial 2018.